# Apistotes purbeccensis
Apistotes purbeccensis là một loài bọ cánh cứng trong họ Elateridae. Loài này được Giebel miêu tả khoa học năm 1856.